# Myro jeanneli
Myro jeanneli là một loài nhện trong họ Toxopidae.
Loài này thuộc chi Myro. Myro jeanneli được miêu tả năm 1947 bởi Lucien Berland.